# Zippula
La zìppula (pl. zippuli), in italiano zeppola o zeppole calabresi, è un tipico prodotto casereccio del territorio della Città metropolitana di Reggio Calabria, del basso Jonio catanzarese e della Provincia di Vibo Valentia che si prepara nel periodo di Natale, nelle festività di Pasqua e Carnevale, inoltre vengono preparate durante l'anno in occasione di feste di famiglia, altre feste e anche nelle numerose sagre estive di paese.
Le zeppole si preparano con l'impasto di patate, farina e lievito e fritte, senza ripieno e con il ripieno di acciughe dissalate, 'nduja, baccalà o stoccafisso (pescestocco).
Da non confondere con il dolce calabrese zeppola, preparata con zucchero, miele e uvetta.

## Etimologia
Deriva dal latino tardo zippula cioè dolce fatto di pasta e miele.

## Ingredienti
Gli ingredienti sono:
- patate (750 g)
- farina di grano duro (750 g)
- 4 cucchiaini di sale
- 1 cubetti di lievito di birra
- acqua

## Preparazione
Bollite, sbucciate e schiacciate le patate. Mescolatele con acqua e farina e aggiungete il sale e il lievito (che avrete sciolto in un po' d'acqua tiepida).
Lavorate bene l'impasto e lasciatelo lievitare.
Quando l'impasto avrà raddoppiato il suo volume, mettete in un piatto un po' d'olio, ungetevici le mani, prendete un po' di pasta, attorcigliatela e allungatela per dare la forma, mettere il ripieno di acciuga dissalata o  baccalà o stocco (pescestocco) e friggere in una padella piena d'olio bollente.